# Micromamífer

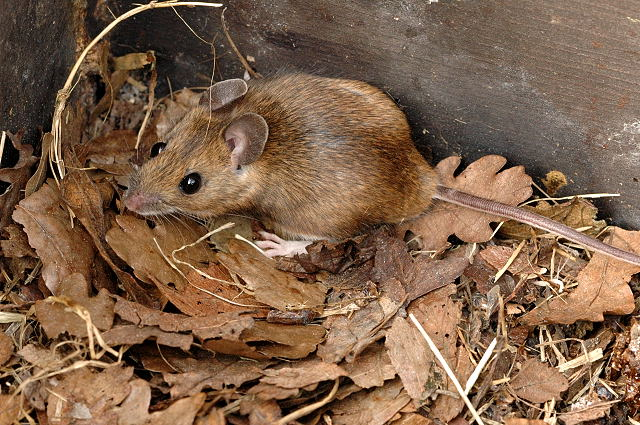
Apodemus flavicollis, un micromamífer.

Un micromamífer és un mamífer de talla petita. Es tracta d'un terme gairebé col·loquial, sense valor taxonòmic, però molt utilitzat en les publicacions científiques per indicar els ordres de mamífers –i, per extensió, els individus o espècies que hi pertanyen– en els que la majoria de les espècies que els formen són de mida reduïda. No s'inclouen les espècies petites o exemplars infantils d'altres grups de mamífers en els que, en general, els seus individus són de mida més gran (carnívors, primats, etc.).
Se solen incloure sota aquesta denominació els insectívors, quiròpters, rosegadors i lagomorfs, encara que algunes espècies de rosegadors siguin de mida gran (com el capibara o el castor). A Amèrica del Sud s'inclou també els tàxons pertanyents a la subclasse metateris.
En el registre fòssil és freqüent trobar jaciments en els que els únics tàxons representats són de mamífers de petita mida (micromamífers), a causa, principalment, de les especials condicions d'acumulació de restes (tafonomia), per exemple per l'activitat d'aus de presa (egagròpiles). Els paleomastòlegs també tendeixen a especialitzar-se (i en conseqüència les publicacions que produeixen) en funció de la mida dels objectes d'estudi (macro- o micromamífers), car les tècniques de prospecció/mostratge, extracció i preparació són molt diferents.
Els micromamífers fòssils, en conjunt, tenen una gran importància per la bioestratigrafia de les conques sedimentàries continentals del Terciari i com indicador paleoclimàtics.
Les poblacions de micromamífers sovint es troben a la base de la piràmide tròfica i són la font principal d'aliment de multitud de carnívors. A més, la seva elevada capacitat de reproducció fa que responguin ràpidament als canvis ambientals. Per això, el seu estudi ofereix dades d'utilitat sobre l'evolució dels ecosistemes i la seva adaptació al canvi climàtic. A Catalunya, el Museu de Ciències Naturals de Granollers va posar en funcionament, l'any 2008, un projecte de ciència ciutadana per al seguiment dels micromamífers comuns anomenat SEMICE, mitjançant la captura en viu i recaptura de rosegadors i insectivors.